# Bellus-Claisen-omlegging
De Bellus-Claisen-omlegging is een van de verschillende Claisen-omleggingen in de organische chemie. Een allylether, allylamine of allylthioether reageren met een keteen om respectievelijk een γ,δ-onverzadigd ester, amide of thio-ester te vormen. Hieronder staat de reactie van cyclisch allylether tot een cyclische ester: